# Круте (Лебединський район)
Круте — колишнє село в Україні, Сумській області, Роменському районі.
Було підпорядковане Боровеньківській сільській раді. Станом на 1984 рік у селі проживало 30 людей.

## Історія
Круте знаходилося між селами Бурівка — за 1 км, і Влізьки — 2 км. По селу протікає пересихаючий струмок, на якому збудовано загату.
Зняте з обліку рішенням Сумської обласної ради 28 квітня 2007 року.